# 格林鎮區 (伊利諾伊州默瑟縣)
格林鎮區（英語：Greene Township）是位於美國伊利諾伊州默瑟縣的一個行政鎮區。

## 地方資料
根據2010年美國人口普查的數據，格林鎮區的面積為95.20平方千米，當中陸地面積為95.10平方千米，而水域面積為0.10平方千米。當地共有人口1563人，而人口密度為每平方千米16.42人。